# Vesperídeos
Vesperídeos (Vesperidae) é uma família de coleópteros da superfamília Chrysomeloidea.

## Morfologia

### Adultos
Os adultos são caracterizados por cores marrom-testáceo terrosas, braquípteros ou ápteros (especialmente as fêmeas). Alguns gêneros tropicais (Pathocerus) têm antenas flabelada, outros (como Hypocephalus, Mysteria) possuem antenas curtas. Alguns gêneros, como o Migdolus têm mandíbulas bem desenvolvidas, enquanto outros, como os machos do gênero Hypocephalus, têm mandíbulas extremamente modificadas.

## Biologia
Os adultos de Vesperidae são noturnos. As larvas são adaptadas à vida subterrânea.

## Subfamílias
- Philinae
- Vesperinae
- Anoplodermatinae